# 8. nordgrönländischer Landesratswahlkreis
Der 8. nordgrönländische Landesratswahlkreis war von 1911 bis 1951 ein Landesratswahlkreis in Nordgrönland. Der Wahlkreis umfasste die Gemeinden Nuussuaq, Niaqornat, Qaarsut und Ikerasak im Kolonialdistrikt Ũmánaĸ.

## Vertreter
Folgende Personen vertraten den Wahlkreis:
| Wahlperiode | Landesrat                       | Stellvertreter       | Anmerkung                                                                    |
| ----------- | ------------------------------- | -------------------- | ---------------------------------------------------------------------------- |
| 1911–1916   | Albrecht Josefsen               | —                    | Stellvertreterwahl 1911 ungültig; keine Nachwahl stattgefunden               |
| 1917–1922   | Jonas Cortzen (nicht 1920)      | Salomon Kruse        | Wahl 1917 ungültig; erst bei Nachwahl gewählt; Wahlkreis 1920 ohne Vertreter |
| 1923–1926   | Karl Lyberth (nicht 1925, 1926) | Jonas Cortzen (1926) | Wahlkreis 1925 ohne Vertreter                                                |
| 1927–1932   | Tobias Kruse                    | Ferdinand Mathiassen | Wahl 1927 ungültig; erst bei Nachwahl gewählt                                |
| 1933–1938   | Hans Petersen                   | ?                    | Wahl 1933 ungültig; erst bei Nachwahl gewählt                                |
| 1939–1944   | Hans Petersen                   | Jacob Therkelsen     |                                                                              |
| 1945–1950   | Tobias Kruse                    | Hans Petersen        |                                                                              |